# Maike van der Duin
Maike van der Duin (Assen, 12 settembre 2001) è una pistard e ciclista su strada olandese che corre per il team Canyon-SRAM Racing. Specialista delle gare di endurance su pista, a livello Elite ha vinto un bronzo olimpico e quattro medaglie d'argento ai campionati del mondo.

## Palmarès

### Pista
- 2021

Campionati europei, Scratch Under-23
- 2022

Campionati olandesi, Derny
- 2023

Campionati europei, Corsa a eliminazione Under-23
- 2025

Campionati europei, Americana

### Strada
- 2019 (Juniores)

3ª tappa Omloop van Borsele Junior (Borsele > Borsele)

#### Altri successi
- 2023 (Canyon//SRAM Racing)

Wielerdag Noorderveld

## Piazzamenti

### Grandi Giri
- Giro d'Italia

2024: ritirata (6ª tappa)
- Tour de France

2022: 84ª
- Vuelta a España

2024: 86ª

### Competizioni mondiali
- Campionati del mondo su pista

Francoforte sull'Oder 2019 - Scratch Junior: 10ª
Francoforte sull'Oder 2019 - Omnium Junior: 4ª
Francoforte sull'Oder 2019 - Americana Junior: 4ª
Roubaix 2021 - Scratch: 2ª
Roubaix 2021 - Omnium: 9ª
St. Quentin-en-Yv. 2022 - Scratch: 2ª
St. Quentin-en-Yv. 2022 - Ins. a squadre: 5ª
St. Quentin-en-Yv. 2022 - Omnium: 2ª
St. Quentin-en-Yv. 2022 - Americana: 6ª
Glasgow 2023 - Scratch: 2ª
Glasgow 2023 - Americana: 10ª
- Giochi olimpici

Parigi 2024 - Americana: 3ª
Parigi 2024 - Omnium: 6ª

### Competizioni europee
- Campionati europei su pista

Gand 2019 - Scratch Junior: 3ª
Gand 2019 - Corsa a punti Junior: 3ª
Gand 2019 - Americana Junior: 2ª
Fiorenzuola d'Arda 2020 - Scratch Under-23: 2ª
Fiorenzuola d'Arda 2020 - Corsa a punti Under-23: 9ª
Fiorenzuola d'Arda 2020 - Americana Under-23: 6ª
Apeldoorn 2021 - Corsa a eliminazione Under-23: 3ª
Apeldoorn 2021 - Scratch Under-23: vincitrice
Apeldoorn 2021 - Omnium Under-23: 2ª
Apeldoorn 2021 - Americana Under-23: 2ª
Grenchen 2021 - Scratch: 4ª
Grenchen 2021 - Omnium: 4ª
Grenchen 2021 - Americana: 8ª
Monaco di Baviera 2022 - Scratch: 5ª
Monaco di Baviera 2022 - Omnium: 6ª
Grenchen 2023 - Scratch: 4ª
Grenchen 2023 - Corsa a eliminazione: 3ª
Grenchen 2023 - Omnium: 5ª
Grenchen 2023 - Americana: 8ª
Anania 2023 - Corsa a punti Under-23: 2ª
Anania 2023 - Corsa a eliminazione Under-23: vincitrice
Anania 2023 - Omnium Under-23: 3ª
Heusden-Zolder 2025 - Corsa a punti: 3ª
Heusden-Zolder 2025 - Americana: vincitrice
- Campionati europei su strada

Anadia 2022 - Cronometro Under-23: 5ª
Anadia 2022 - In linea Under-23: 10ª
Drenthe 2023 - In linea Under-23: 37ª